# 2024년 하계 올림픽 스웨덴 선수단
2024년 하계 올림픽 스웨덴 선수단은 2024년 7월 26일부터 8월 11일까지 프랑스 파리에서 열린 2024년 하계 올림픽에 참가한 올림픽 스웨덴 선수단이다.

## 출전 선수
| 종목         | 남자 | 여자 | 전체 |
| ------------ | ---- | ---- | ---- |
| 골프         | 2    | 2    | 4    |
| 근대5종      | 0    | 1    | 1    |
| 다이빙       | 0    | 1    | 1    |
| 레슬링       | 0    | 2    | 2    |
| 배구         | 2    | 0    | 2    |
| 복싱         | 1    | 1    | 2    |
| 사격         | 5    | 2    | 7    |
| 사이클       | 1    | 2    | 3    |
| 수영         | 6    | 7    | 13   |
| 스케이트보드 | 1    | 0    | 1    |
| 승마         | 4    | 5    | 9    |
| 요트         | 2    | 6    | 8    |
| 유도         | 1    | 1    | 2    |
| 육상         | 13   | 9    | 22   |
| 카누         | 2    | 3    | 5    |
| 탁구         | 3    | 3    | 6    |
| 트라이애슬론 | 0    | 1    | 1    |
| 핸드볼       | 14   | 14   | 28   |
| 전체         | 57   | 60   | 117  |

## 메달 집계
| 종목 | 1 | 2 | 3 | 합계 |
| 종목 | ' | ' | ' | '    |
| 종목 | ' | ' | ' | '    |
| 종목 | ' | ' | ' | '    |
| 합계 | ' | ' | ' | '    |

## 종목별 성적

### 골프
남자
- 알렉산데르 노렌
- 루드비그 오베리

여자
- 린 그란트
- 마야 스타르크

### 근대5종
여자
- 말레나 야바이드

### 다이빙
여자
- 에밀리아 닐손 가리프

### 레슬링
여자
- 욘나 말름그렌
- 요한나 린드보리

### 배구
남자 비치발리볼

### 복싱
남자
- 네빌 이브라힘

여자
- 앙네스 알렉시우손

### 사격
남자
- 스테판 닐손
- 빅토르 린드그렌
- 마르쿠스 스벤손

여자

### 사이클
남자
- 야코브 쇠데르크비스트

여자
- 카롤리네 안데르손

### 수영
남자
- 비에른 셀리게르
- 빅토르 요한손
- 에리크 페르손

여자
- 사라 셰스트룀

### 스케이트보드
남자
- 함푸스 빈베리

### 승마
마장마술
- 루이세 로메이케
- 소피아 셰보리
- 프리다 안데르센

### 요트
여자
- 요세핀 올손

### 유도
남자
- 마르쿠스 뉘만

여자
- 타라 바불파트

### 육상
남자
- 아르만드 두플란티스
- 다니엘 스톨

여자

### 카누
남자
여자

### 탁구
남자
- 안톤 셸베리
- 트룰스 뫼레고르드

여자
- 필리파 베리안드
- 린다 베리스트룀

### 트라이애슬론
여자
- 틸다 몬손

### 핸드볼
남자
 여자

## 같이 보기
- 2024년 하계 올림픽